# Cristelacher levana
Cristelacher levana är en stekelart som först beskrevs av Walker 1847.  Cristelacher levana ingår i släktet Cristelacher och familjen finglanssteklar. Inga underarter finns listade i Catalogue of Life.